# Provinz Ambo
Die Provinz Ambo liegt in der Region Huánuco in Zentral-Peru. Sie wurde am 21. Oktober 1912 gegründet. Sie besitzt eine Fläche von 1581 km². Beim Zensus 2017 wurden 53.871 Einwohner gezählt. Im Jahr 1993 lag die Einwohnerzahl bei 55.942, im Jahr 2007 bei 55.483. Die Hauptstadt der Provinz ist Ambo.

## Geographische Lage
Die Provinz Ambo liegt südlich der Regionshauptstadt Huánuco. Der Río Huallaga durchfließt die Provinz auf einer Länge von 45 km in nördlicher Richtung und teilt die Provinz in einen westlichen und in einen östlichen Teil. Der Westen der Provinz wird von dem Fluss Río Huertas durchflossen und grenzt an die Nachbarprovinz Lauricocha. Im Südosten der Provinz liegt das Flusstal des Río Blanco. Der Hauptkamm der peruanischen Zentralkordillere bildet die östliche Provinzgrenze.

## Gliederung
Die Provinz Ambo gliedert sich in acht Distrikte. Der Distrikt Ambo ist Sitz der Provinzverwaltung.
| Distrikt      | Verwaltungssitz        |
| ------------- | ---------------------- |
| Ambo          | Ambo                   |
| Cayna         | Cayna                  |
| Colpas        | Colpas                 |
| Conchamarca   | Conchamarca            |
| Huácar        | Huácar                 |
| San Francisco | San Francisco de Mosca |
| San Rafael    | San Rafael             |
| Tomaykichwa   | Tomaykichwa            |